# John H. Noseworthy
John Harnett Noseworthy (Melrose (Massachusetts), 9 novembre 1951) è un neurologo statunitense.
Dal 2009 al 2018 è stato presidente e amministratore delegato della Mayo Clinic. Neurologo specializzato in sclerosi multipla, Noseworthy è stato caporedattore di Neurology, la rivista ufficiale dell'American Academy of Neurology. Noseworthy ha fornito consulenza alla prima amministrazione di Donald Trump in materia di assistenza sanitaria. Si è speso per il finanziamento della ricerca e per la telemedicina come mezzo per ridurre i costi dei trattamenti dei pazienti. Sotto la direzionedi Noseworthy, la Mayo Clinic e i governi del Minnesota hanno lanciato l'iniziativa Destination Medical Center (DMC) per promuovere il Minnesota come destinazione globale per l'assistenza sanitaria e il benessere. Prima della sua nomina a CEO della Mayo Clinic, Noseworthy ha ricoperto diversi ruoli di leadership all'interno dell'organizzazione.

## Biografia

### Studi e formazione
John Harnett Noseworthy è nato nel 1951 a Melrose, nel Massachusetts. Ha frequentato la St Mark's School a Southborough, Massachusetts, diplomandosi nel 1969.
Noseworthy ha conseguito la laurea in medicina presso la Dalhousie University nel Nuovo Galles del Sud nel 1975. Ha svolto un tirocinio presso il Royal Columbian Hospital nella Columbia Britannica prima di diventare nel 1977 specializzando in medicina interna presso il Queen Elizabeth II Health Sciences Centre, un ospedale universitario affiliato alla Dalhousie University.
Nel 1979 passò alla neurologia e nel 1981 divenne membro del Royal College of Physicians and Surgeons of Canada, sempre in qualità di neurologo. Nel 1983 completò le attività di ricercatore borsista in patologia presso la Harvard Medical School e in neurologia presso il Massachusetts General Hospital.

### Carriera
Noseworthy è entrato a far parte del Dipartimento di Neurologia della Mayo Clinic nel 1990, e, nel corso della sua carriera scientifica, ha contribuito a più di 150 pubblicazioni sottoposte a revisione paritaria nei settori della neurologia, della pratica clinica, della leadership e dell'accesso alle cure mediche.
Dal 2007 al 2009 è stato caporedattore della rivista Neurology. Durante il suo mandato, la rivista ha iniziato a pubblicare settimanalmente anziché mensilmente.
Alla Mayo Clinic, ha ricoperto diversi ruoli apicali, tra cui quello di presidente del Dipartimento di Neurologia (dal 1997 al 2006), direttore medico del Dipartimento di Sviluppo (dal 2006 al 2009), membro del consiglio direttivo della Mayo Clinic di Rochester (dal 2006 al 2009) e vicepresidente del consiglio direttivo della Mayo Clinic (dal 2006 al 2009).  Nel 2009 Noseworthy è stato nominato CEO, succedendo a Denis Cortese.
In qualità di CEO, ha riorganizzato la Mayo Clinic trasformandola da holding societaria a singola unità con un unico piano aziendale e una strategia unica. Durante il mandato di Noseworthy, i ricavi della Mayo Clinic sono aumentati fino a 12 miliardi di dollari e l'ospedale si è classificato al primo posto nella lista dei "migliori ospedali" elaborata dalla U.S. News & World Report per quattro dei suoi ultimi cinque anni come amministratore delegato. Ha anche supervisionato il lancio del Destination Medical Center della Mayo Clinic, un'iniziativa di sviluppo economico da 5,6 miliardi di dollari in 20 anni. Come uno dei suoi ultimi progetti alla Mayo Clinic, l'organizzazione ha lanciato un sistema di cartelle cliniche elettroniche. Noseworthy è andato in pensione alla fine del 2018, in linea con la tradizione della Mayo Clinic di ruotare la propria direzione ogni decennio.
Noseworthy ha fornito consulenza alla prima amministrazione Trump su questioni sanitarie, tra cui i modi per migliorare il Dipartimento degli Affari dei Veterani, i finanziamenti nazionali per la ricerca medica e gli effetti delle politiche di immigrazione sull'accesso dei pazienti e sulla formazione dei medici.. Inoltre, ha sostenuto che la telemedicina era un mezzo per migliorare l'accesso all'assistenza sanitaria e ridurre i costi. Ha affermato che le politiche del governo federale non sono riuscite a tenere il passo con le politiche normative statali sulla telemedicina.
Noseworthy è stato uno dei 10 più importanti amministratori delegati di ospedali ad aver scritto un articolo su Health Affairs sul burnout dei medici. Noseworthy e altri hanno chiesto ai decisori in campo sanitario di dare la massima priorità alla questione del burnout dei medici, a causa dei suoi effetti negativi sulla sicurezza dei pazienti, sulla qualità delle cure e sui costi sanitari.
Noseworthy ha fatto parte del consiglio di amministrazione di UnitedHealth Group, Merck & Co. e dell'American Academy of Neurology.

### Vita privata
Noseworthy ha sposato Patricia Ann Miller nel 1974. La famiglia ha due figli, di nome Peter e Mark.

## Premi e riconoscimenti
- 2005: alunno dell'anno presso la Dalhousie University;
- 2012: dottorato onorario in scienze presso l'University of Western Ontario;
- 2015: dottorato onorario in leggo presso la Dalhousie University;
- 2015: ufficiale dell'Ordine di Orange-Nassau;
- 2016: Geoffrey Beene Builders of Science Award di Research!America.[23]